# Остречина
Остречина (рус. Остречина) река је која тече на истоку Тверске области, у северозападном европском делу Руске Федерације. Десна је притока реке Мологе у коју се улива у граду Бежецку, и део басена река Волге и Каспијског језера. 
Извире на моренском побрђу Бежечки врх код села Јуркино на територији Бежецког рејона. Укупна дужина водотока је 52 km, површина сливног подручја 493 km², а просечан проток 3,7 m³/s. Под ледом је од краја новембра до средине априла. највиши водостај је у пролеће када се топи снег. Одликује је спор ток, интензивније меандрирање и местимична замочвареност обала. Ширина реке је између 10 и 20 метара. 
Најважније притоке су Величка, Ретуња и Белка.